# Commissaire de course
Les commissaires de course, commissaires de piste, ou « signaleurs » (au Québec), sont placés de manière stratégique sur les tracés des circuits automobiles ou le long des parcours chronométrés lors d'épreuves de sport mécanique afin d'informer les concurrents des faits de course grâce aux différents drapeaux ou d'intervenir en cas d'accident ou de problèmes. Équipés de liaison radio, ils sont les relais de la direction de course et appliquent les décisions de celle-ci.
Ces passionnés courageux et patients, la plupart du temps bénévoles, doivent parfois braver des conditions météo exécrables afin de garantir la sécurité des concurrents. Ils doivent aussi s'occuper de la sécurité du public, veiller à ce que tout spectateur reste dans les zones de sécurité. Les commissaires de course font aussi de la prévention auprès du public afin de le sensibiliser aux différents dangers inhérents aux sports mécaniques (ne pas se placer dans les trajectoires ou échappatoires, faire attention au feu, éviter de traverser la piste, etc.).
Un commissaire doit être calme, diplomate et patient pour pouvoir affronter tout ce qu'un week-end de course peut présenter comme imprévus.
Lors des 24 Heures du Mans, entre 1 400 et 1 700 commissaires (certains venus du monde entier) sont présents parfois sur plus d'une semaine sur le long circuit de près de 14 km,. La formation des commissaires est au cœur des actions de l'Automobile Club de l'Ouest.